# Mikrosporangium
Mikrosporangium – zarodnie męskie, w których powstają mikrospory u roślin różnozarodnikowych, czyli u wymarłych przedstawicieli skrzypowych, niektórych widłaków i paproci oraz u wszystkich roślin nasiennych. Mikrosporangia powstają na liściach zarodnionośnych, zwanych mikrosporofilami.
Marsylia czterolistna ma sporokarpia homologiczne do całych liści zarodnionośnych (sporofili). U salwinii pływającej mikrosporangia znajdują się w sporokarpium, które jest całkowicie otoczone podwójną zawijką i stanowi organ homologiczny jednej kupce zarodni u paproci lądowych. W mikrosporangium po mejozie powstają 64 mikrospory. W mikrosporangiach przedstawicieli rodzaju widliczka powstaje od około 100 do kilkuset mikrospor, u poryblinów – do miliona.
U roślin nasiennych homologiem mikrosporangium jest komora pyłkowa (woreczek pyłkowy). Sagowcowe mają mikrosporangia (woreczki pyłkowe) na dolnej stronie łuski pręcika, tylko jej szczytowa część jest ich pozbawiona. U iglastych na spodniej stronie łuski pręcika znajdują się dwa woreczki pyłkowe. W kwiecie roślin okrytonasiennych mikrosporangium stanowi komora pyłkowa w pylniku.